# Bronte Campbell
Bronte Campbell (ur. 14 maja 1994 w Blantyre) – australijska pływaczka, specjalizująca się w stylu dowolnym, trzykrotna mistrzyni olimpijska i pięciokrotna mistrzyni świata.

## Kariera pływacka
W 2011 roku została mistrzynią świata juniorek na 50 m stylem dowolnym i brązową medalistką na dystansie dwukrotnie dłuższym.
Wystartowała na igrzyskach olimpijskich w Londynie (2012) na 50 metrów stylem dowolnym, gdzie zajęła 10. miejsce z czasem 24,94.
Rok później zdobyła srebrny medal mistrzostw świata w Barcelonie w sztafecie 4 × 100 m stylem dowolnym. Podczas tej konkurencji Australijki ustanowiły nowy rekord Oceanii. Na dystansie 50 m stylem dowolnym z czasem 24,66 była piąta, a w konkurencji 100 m kraulem uplasowała się na 11. miejscu, gdy uzyskała w półfinale czas 54,46 s.
Na mistrzostwach świata na krótkim basenie w 2014 roku wywalczyła dwa srebrne medale. Jeden z nich zdobyła na dystansie 50 m stylem dowolnym, w finale uzyskując czas 23,62 s. Kolejne srebro zdobyła razem z Madison Wilson, Sally Hunter i Emily Seebohm w sztafecie 4 × 100 m stylem zmiennym. Startowała również na 100 m stylem dowolnym, gdzie z czasem 51,65 zajęła czwarte miejsce.
Podczas mistrzostw świata w 2015 roku w Kazaniu została mistrzynią świata zarówno  na dystansie 50 jak i 100 m kraulem, gdzie w finałach uzyskała czasy 24,12 s (50 m) i 52,52 s (100 m). Oprócz tego zdobyła złoto w sztafecie 4 × 100 m stylem dowolnym i brąz w sztafecie zmiennej 4 × 100 m.
Na igrzyskach olimpijskich w Rio de Janeiro razem z Emmą McKeon, Brittany Elmslie i swoją siostrą Cate zdobyła złoto w konkurencji sztafet 4 × 100 m stylem dowolnym, w której reprezentantki Australii ustanowiły w finale nowy rekord świata (3:30,65 min). Na dystansie 100 m kraulem z czasem 53,04 s była czwarta, a na 50 m stylem dowolnym uplasowała się na siódmym miejscu, uzyskawszy w finale czas 24,42.
W 2017 roku podczas mistrzostw świata w Budapeszcie zdobyła trzy medale. Została wicemistrzynią w sztafecie kobiecej 4 × 100 m stylem dowolnym kobiet oraz sztafecie mieszanej 4 × 100 m stylem zmiennym, w której wraz z Mitchem Larkinem, Danielem Cavem i Emmą McKeon ustanowiła nowy rekord Australii i Oceanii (3:41,21). Płynęła także w sztafecie kobiecej 4 × 100 m stylem zmiennym i zdobyła w tej konkurencji brązowy medal. W finale 50 m stylem dowolnym uzyskała czas 24,58 i zajęła szóste miejsce ex aequo z Chinką Liu Xiang i Francuzką Anną Santamans. Na dystansie dwukrotnie dłuższym była siódma (53,18).

## Życie prywatne
Urodzona w Malawi córka pochodzących z RPA księgowego Erica i pielęgniarki Jenny. W 2001 roku wraz z rodziną wyemigrowała do Brisbane.
Jej siostra Cate również jest pływaczką, mistrzynią olimpijską.